# Jean Zuléma Amussat
Jean Zuléma Amussat (ur. 21 listopada 1796 w Saint-Maixent, Deux-Sèvres, zm. 13 maja 1856) – francuski chirurg.
Amussat zyskał sławę dzięki swojemu wkładowi do chirurgii układu moczowo-płciowego. Większość jego prac powstała, gdy prowadził prywatną praktykę w Paryżu. Nazwisko Amussata zawiera szereg mniej lub bardziej zapomnianych eponimów medycznych; np. technika Amussata skręcenia tętnicy stosowana w zatrzymywaniu krwotoku tętniczego. Jako jeden z pierwszych stosował litotrypsję, czyli mało inwazyjną technikę chirurgicznego kruszenia kamieni moczowych w pęcherzu moczowym z dojścia przez cewkę moczową. Stosowane przez Amussata urządzenie (litotryptor) wynalazł wcześniej Jean Civiale (1792–1867).
Inne eponimy upamiętniające odkrycia Amussata:
- fałd Amussata – mała wada rozwojowa polegająca na obecności fałdów błony śluzowej błoniastej części cewki moczowej na wysokości wzgórków nasiennych;
- operacja Amussata – pozaotrzewnowa kolostomia w okolicy lędźwiowej wykonywana przy niedrożności okrężnicy;
- zastawki Amussata – spiralne fałdy błony śluzowej w świetle przewodu pęcherzykowego (ductus cysticus).

## Wybrane prace
- Note sur la possibilité de sonder l'urètre de l’homme avec une sonde tout-à-fait droite, sans blesser le canal; ce qui à donné l'idée d'extraire les petits calculs urinaires encore contenus dans la vessie, et de briser le gros avec la pince d Hunter modifiée. „Nouveau journal de médecine”. T. 13, 1822.brak numeru strony
- Torsion des artères Archives générales de médecine. Paryż: 1829, s. 606–610. 20.
- Quelques considérations sur l’étude de l’anatomie. Thèse. 33 pages. Paryż: 1826. No. 186. Brak numerów stron w książce
- A. Petit (red.): Amussat’s lessons on retention of urine, caused by strictures of the urethra, and on the diseases of the urethra. James P. Jervey (tłum.). Charleston: S. C. J. Dowling, 1836. Brak numerów stron w książce